# Kwispelgerst
Kwispelgerst (Hordeum jubatum) is een plantensoort uit de grassenfamilie (Poaceae).

## Determinatie
Kwispelgerst is een eenjarige, kruidachtige plant die een hoogte bereikt van 30–60 cm. De determinatie van deze gerstsoort is makkelijk door haar opgeblazen bovenste bladschede en de zeer lange, witte tot violette kafnaalden. De bladeren zijn 6–12 cm lang en 1,5–4 mm breed. De bladschede van het vlagblad is opgeblazen. Het tongetje is 0,2–0,5 mm lang. De soort bloeit vanaf juni tot in augustus. De 2 mm dikke stengel heeft 3–5 knopen. De knikkende bloeiwijze is een 5–10 cm lange, tweerijige aar met een brosse aarspil, waardoor deze bij rijpheid in stukjes breekt. De naaldvormige kelkkafjes zijn 2–10 mm lang. Het lancetvormige onderste kroonkafje is 5–6 mm lang. De kafnaald van het onderste kroonkafje van het middelste aartje is tot 10 maal zo lang als het kroonkafje. Het bovenste kroonkafje heeft dezelfde vorm als het onderste. De vrucht is een graanvrucht.  Het aantal chromosomen is 2n = 28.

## Ecologie
Kwispelgerst is een pioniersoort die voorkomt op open, zonnige, droge tot vochtige, mesotrofe, vaak kalkrijke en soms grindige zandbodems van al of niet brak zand. Ze is aan te treffen in ontziltende zandvlakten van de duinen, op hoge kwelders en zand- en slikplaten, op zeedijken en langs afgedamde rivierarmen in het Deltagebied, op opgespoten grond, op ruderale en braakliggende plaatsen. Verder op spoorwegterreinen (m.n. in het kustgebied) en mijnsteenbergen, bij binnenhavens en op molenbelten, langs gepekelde bermen, in ruigten en in nieuw ingezaaide graslanden. In haar natuurlijke verspreidingsgebied groeit ze niet alleen langs de kust maar ook langs binnenlands gelegen zoutmeren.

## Verspreiding
Het natuurlijke verspreidingsgebied van kwispelgerst is disjunct en omvat Oost-Azië en Noord-Amerika. Van daaruit is ze verder verspreid naar onder andere Noord-, Midden- en West-Europa, waar ze plaatselijk is ingeburgerd. De soort is in Nederland zeer zeldzaam en ingeburgerd tussen 1900 en 1924 in het kustgebied en elders in het binnenland.

## Toepassing
Kwispelgerst wordt gebruikt in droogboeketten.

## Fotogalerij

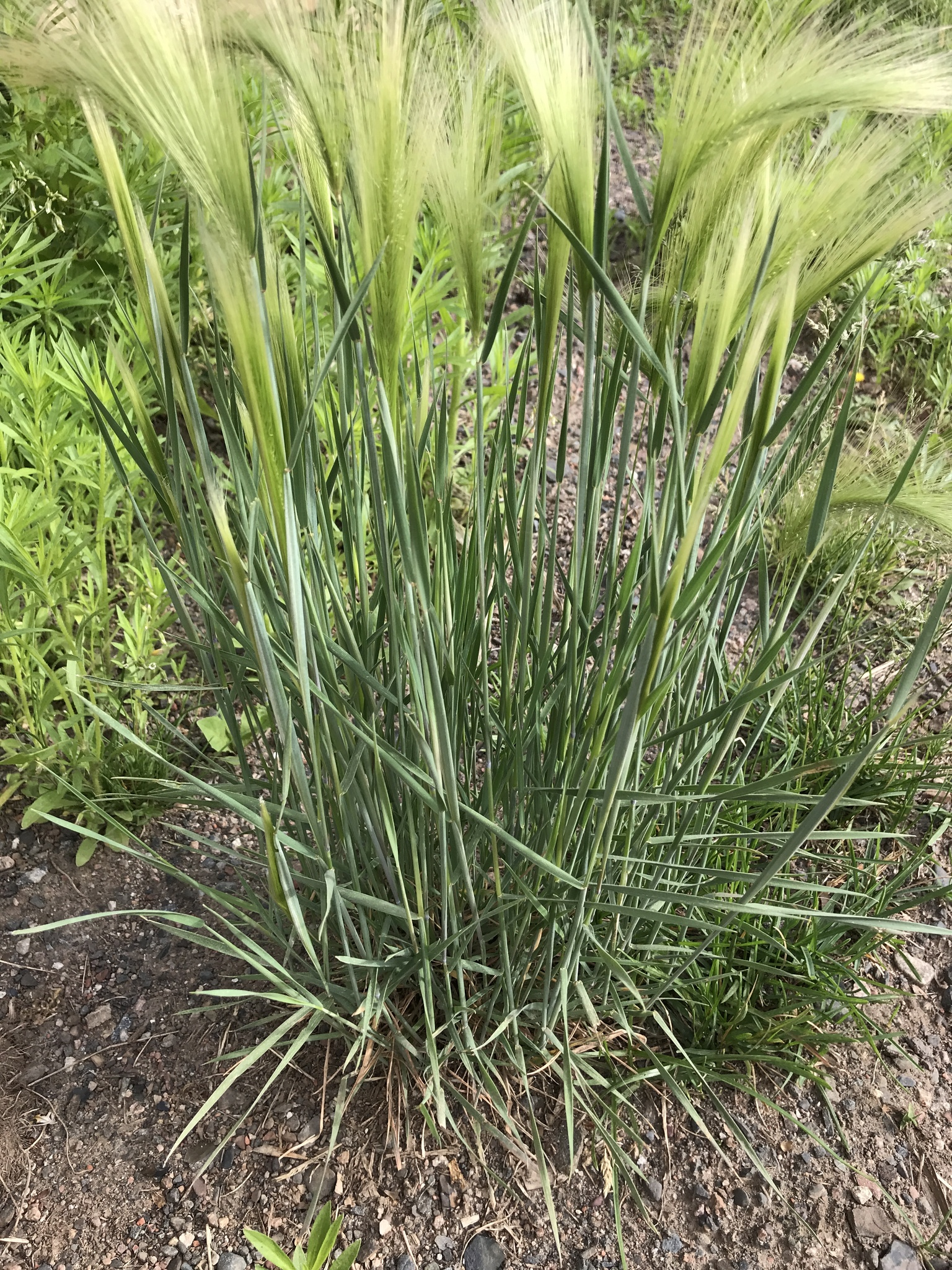
Plant
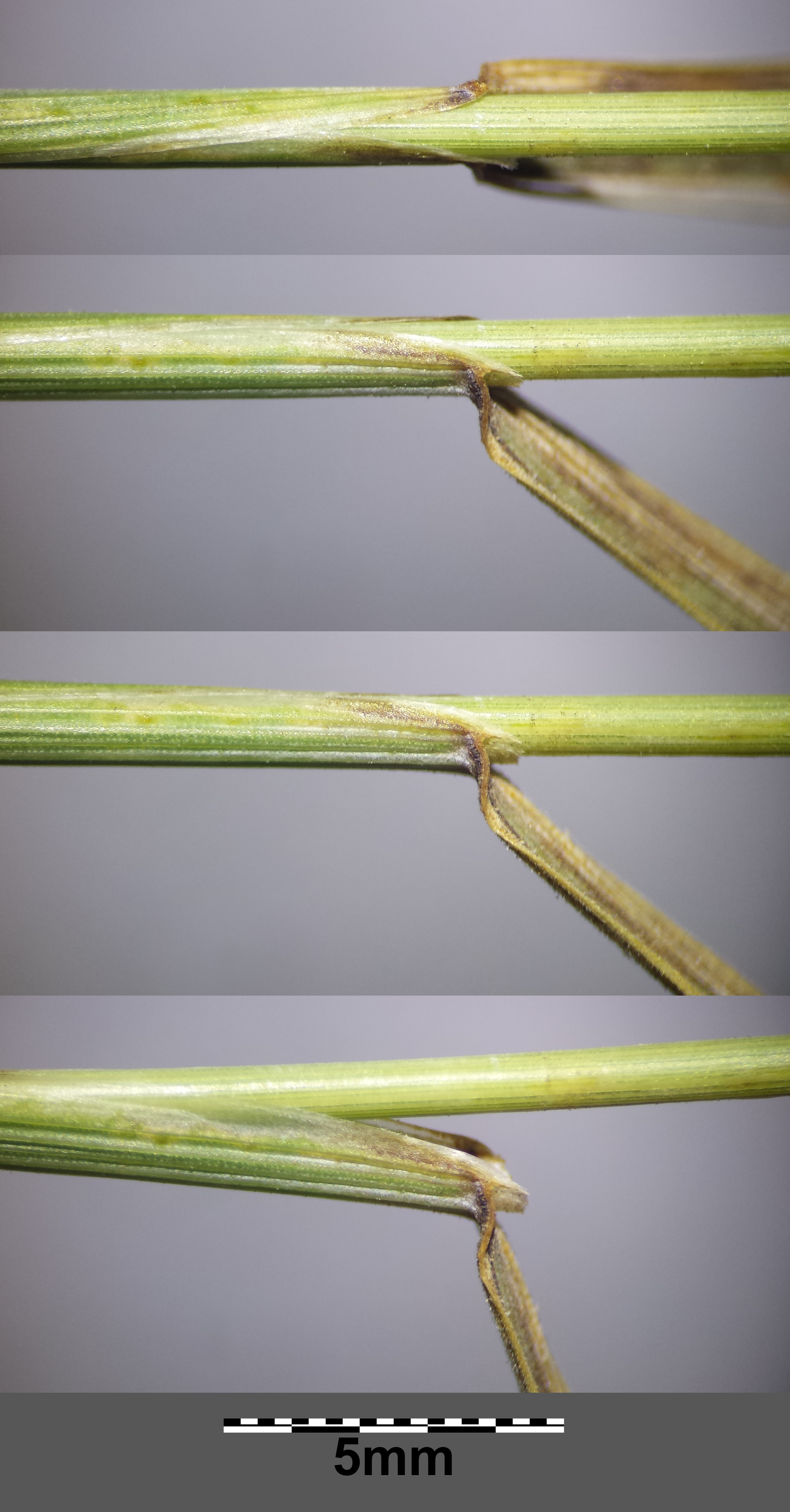
Tongetje
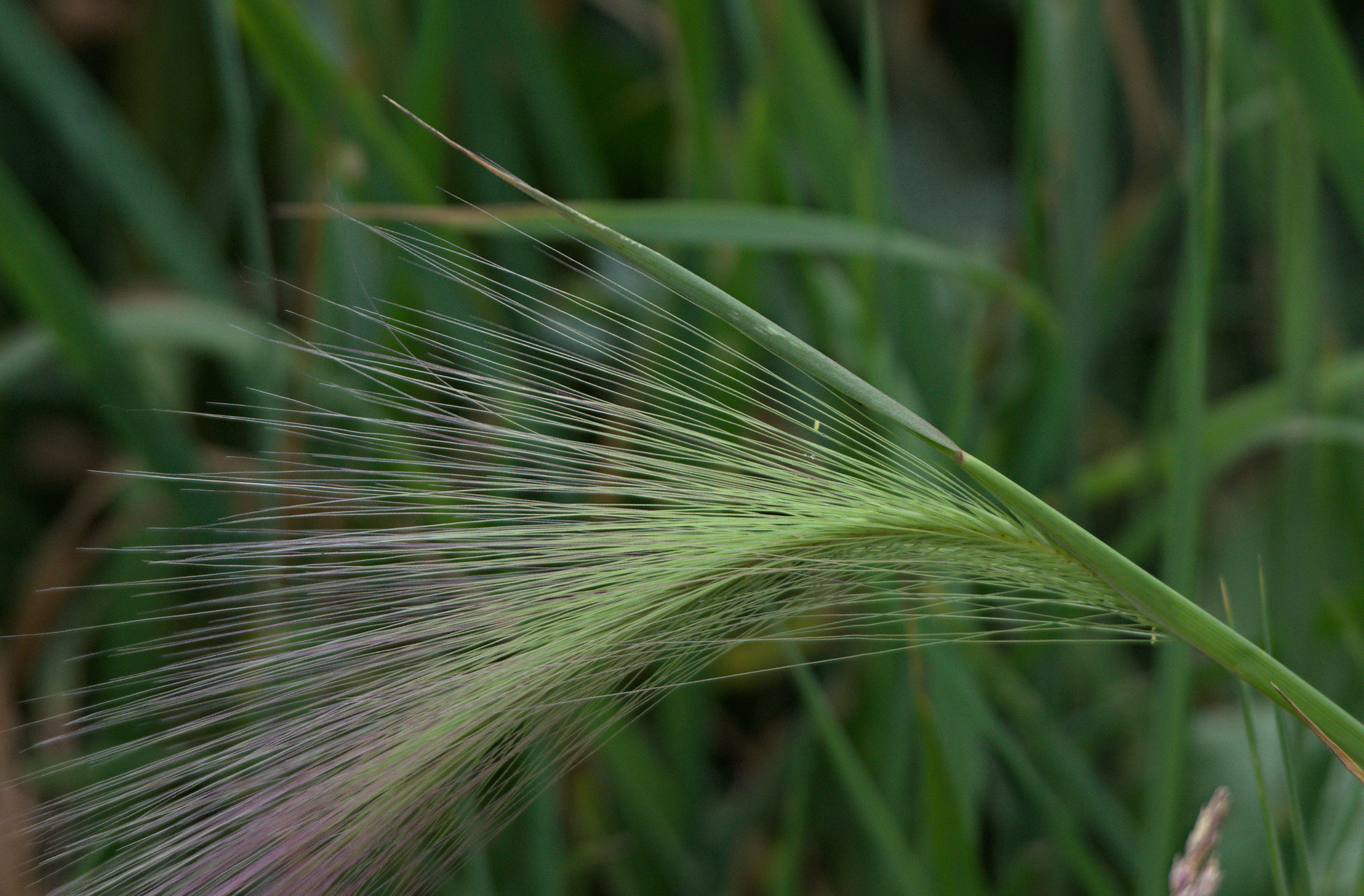
Aar
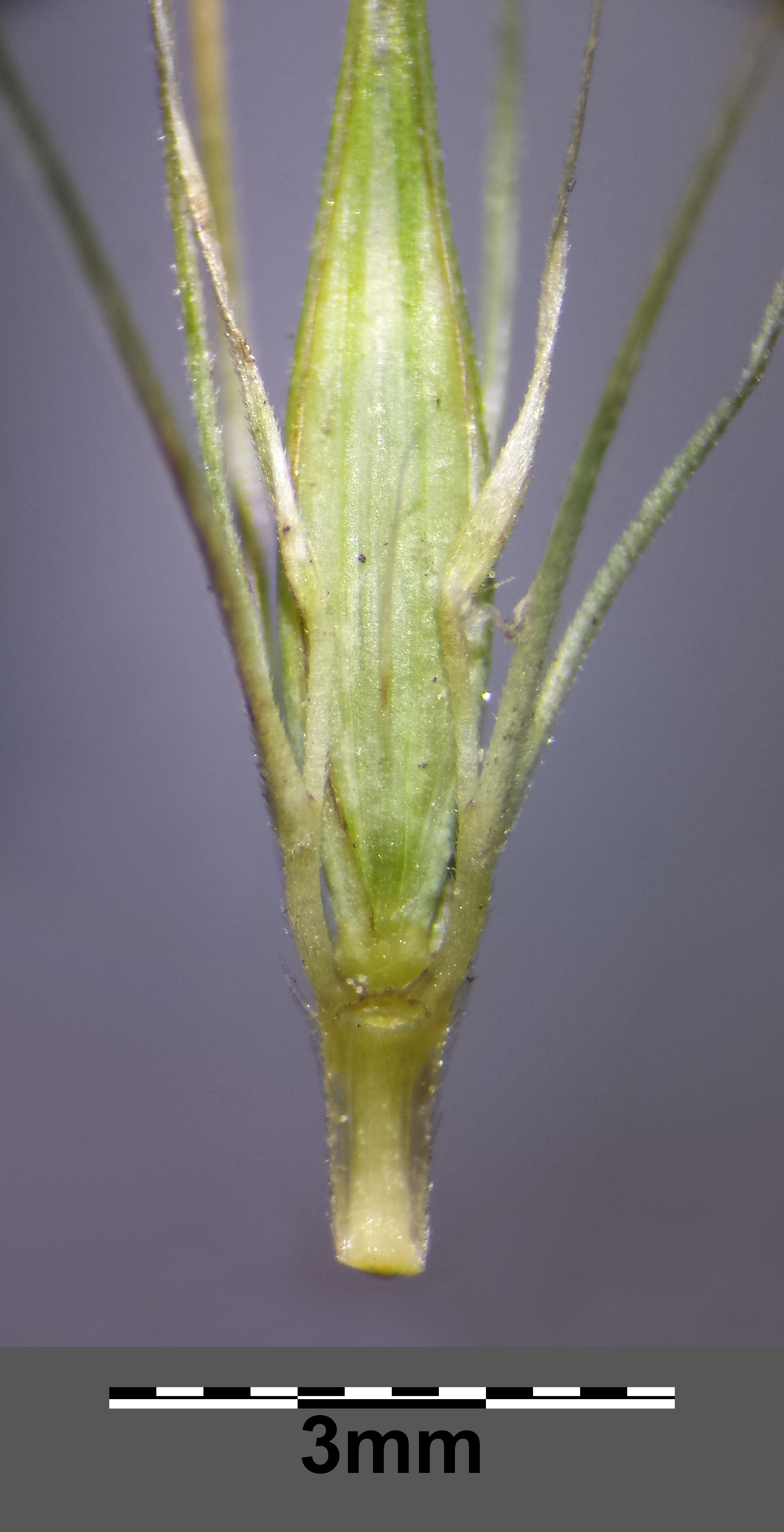
Aartje
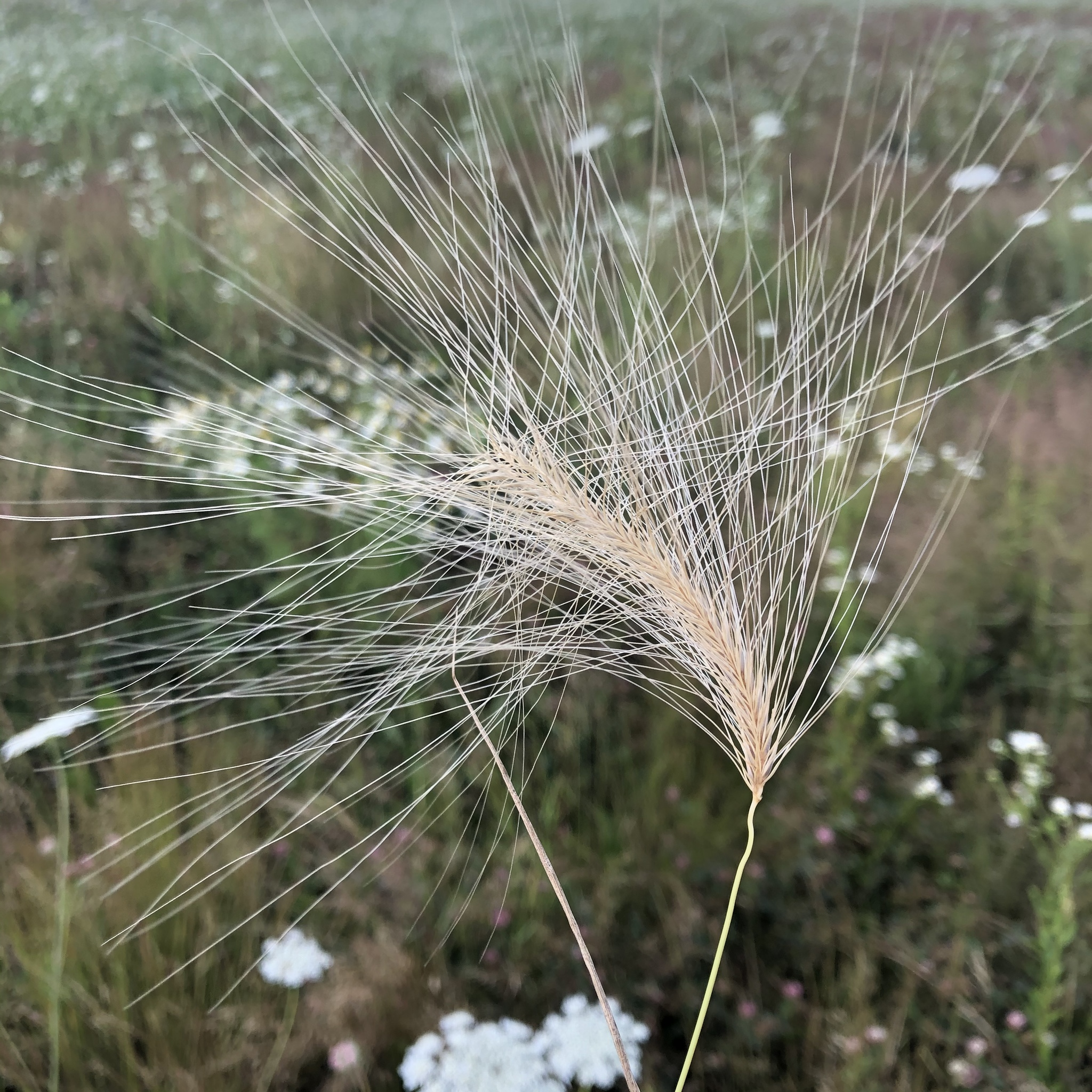
Rijpe aar
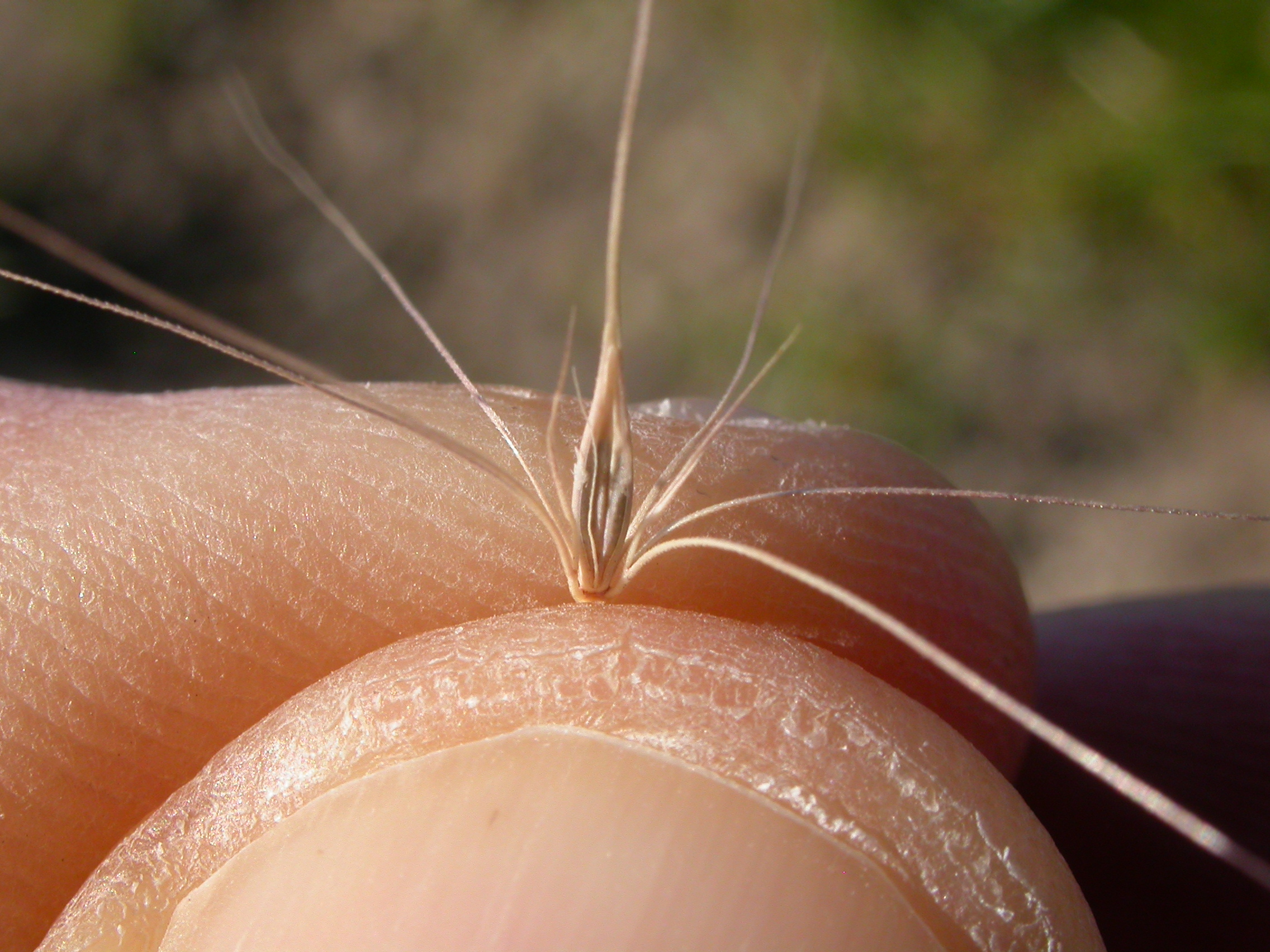
Vrucht